# Loenerslootsebrug
De Loenerslootsebrug is een vaste stalen boogbrug over het Amsterdam-Rijnkanaal en de
spoorlijn Utrecht - Amsterdam en is onderdeel van de Provinciale weg 201. 

## Geschiedenis
In 1892 werd het Merwedekanaal geopend waardoor de verbinding tussen Loenersloot en Vreeland werd onderbroken. In het verlengde van de Binnenweg in Loenersloot verscheen ten zuiden van de huidige brug een draaibrug die op de Kerklaan uitkwam.

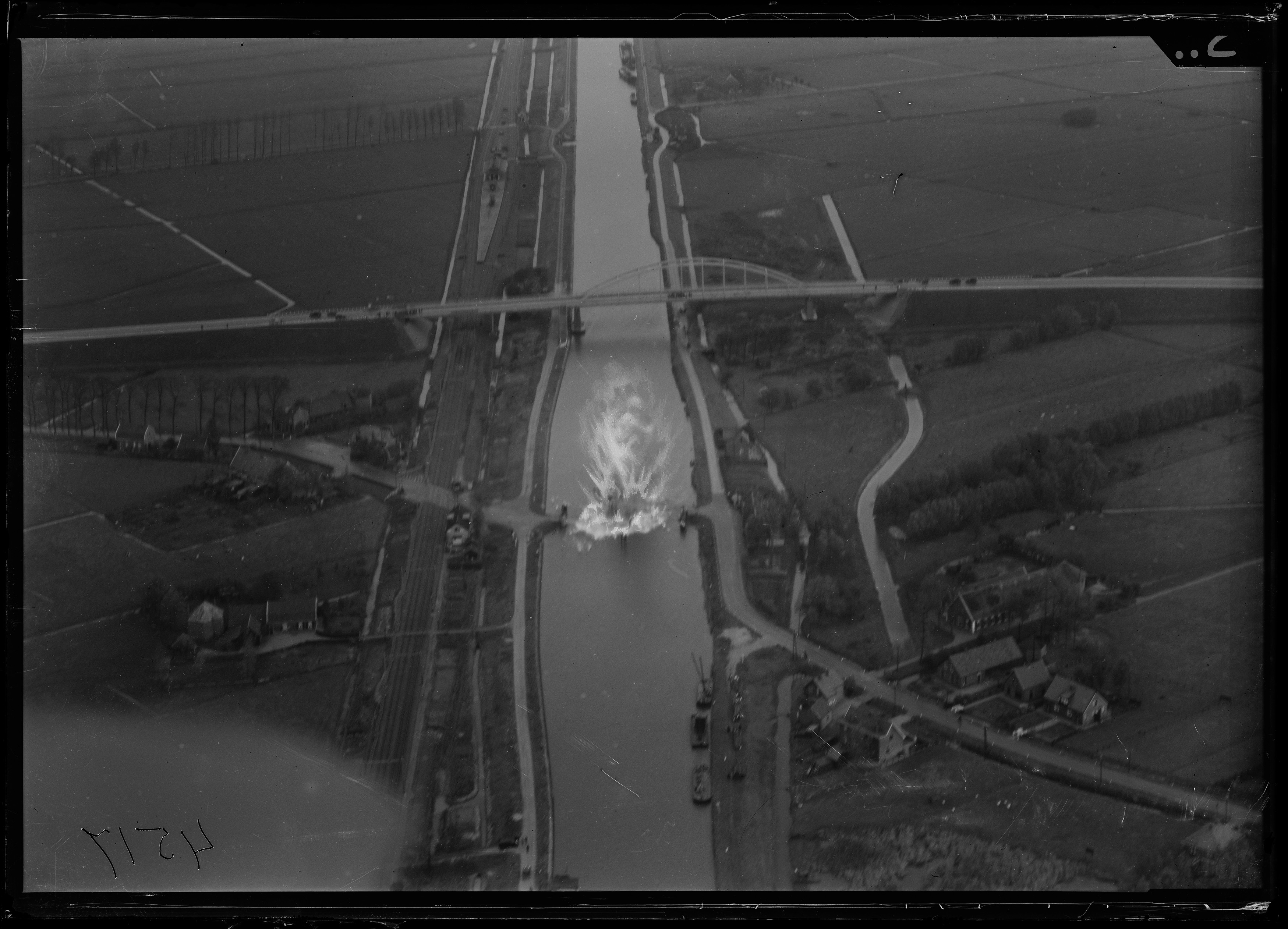
Sloop van de draaibrug bij Loenersloot met springstoffen, de nieuwe stalen boogbrug is al gereed (periode 1920-1940).

Een nieuwe brug was nodig vanwege de vergroting van het Merwedekanaal tot het Amsterdam-Rijnkanaal, een proces dat nog tot na de Tweede Wereldoorlog zou gaan duren. In 1937 verscheen een nieuwe stalen boogbrug voor het verkeer dat nu geleidt werd over wat nu de N201 is en de kernen van Loenersloot, Kerklaan en Vreeland, gemeente Stichtse Vecht, met elkaar verbindt. De oude draaibrug werd daarna door defensie opgeblazen.
Rijkswaterstaat heeft de brug in het tweede halfjaar van 2013 vernieuwd en aangepast aan de eisen van deze tijd. Daarnaast werd de doorvaarthoogte verhoogd. Voorts kreeg de brug bredere rijstroken en een breed fietspad voor 2 richtingen aan de zuidzijde van de brug in plaats van fietspaden aan beide kanten. 
Het fietspad loopt niet meer langs de westzijde van de N201 maar men dient door een tunnel onder de N201 via de Binnenweg naar de zuidzijde te gaan waar met een haakse bocht de oprit naar het fietspad begint. Hier bevindt zich tussen het kanaal en de spoorlijn ook een trap met fietsgleuf waarmee voetgangers en fietsers vanaf de brug de Westelijke Kanaaldijk kunnen bereiken en vandaar richting Driemond of Breukelen verder kunnen. Oorspronkelijk waren er op de tweede brug aan beide kanten trappen en met de noordelijke trap was ook het Station Vreeland tot 1944 bereikbaar. Naderhand verdween de zuidelijke trap.
Syntus Utrecht buslijnen 120 en 121 rijden over de brug en buurtbus 522 rijdt onder de brug evenals de treinen richting Abcoude en Breukelen.